# Signet Society

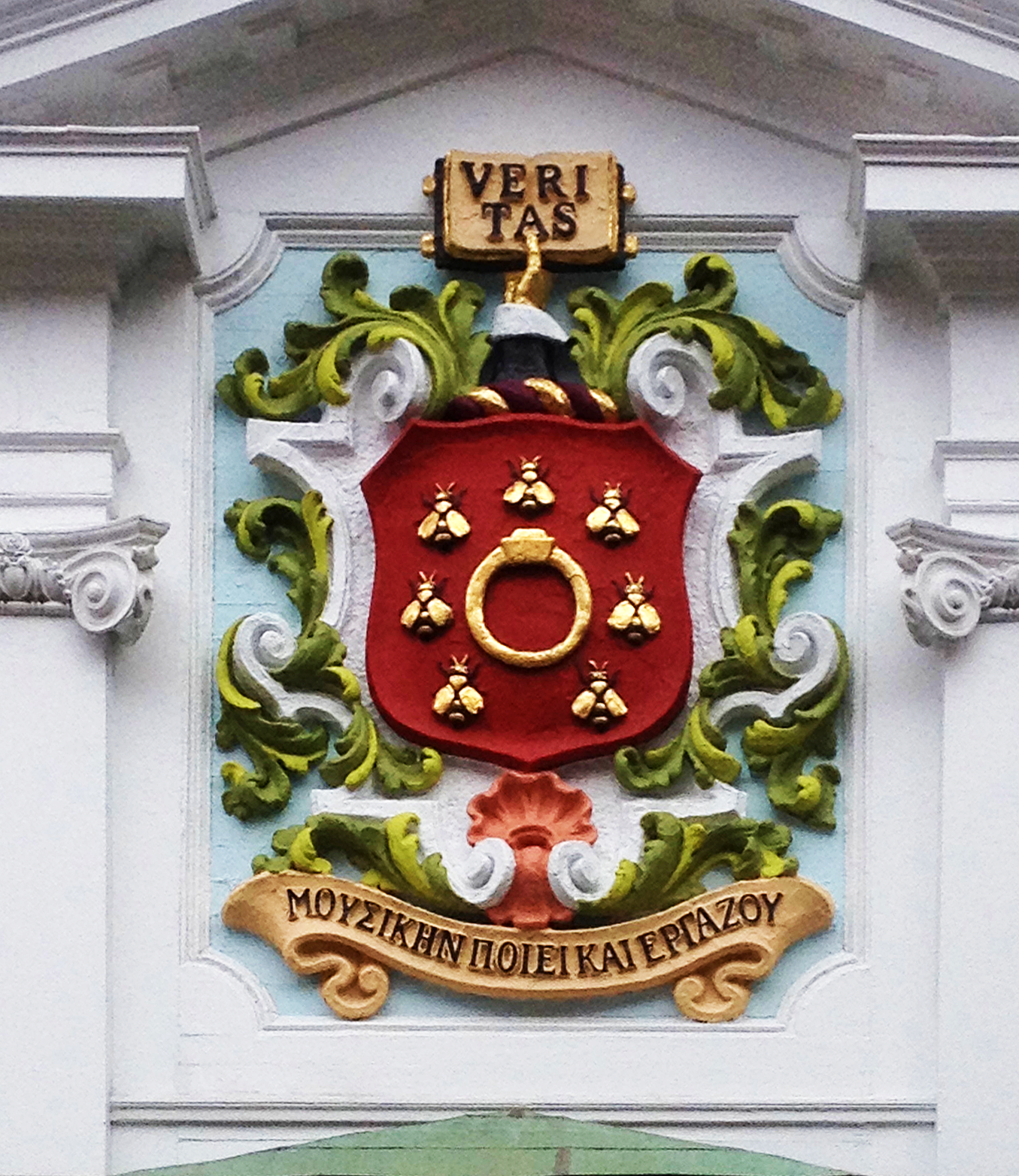
Embleme de la Signet Society

La Signet Society, que l’on peut littéralement traduire par Société du Sceau, est une organisation étudiante de l'université Harvard. Créé en 1870, il s'agit de l'un des plus anciens et des plus prestigieux clubs de l'université consacré à la production d'œuvres littéraires et artistiques en général.

## Création
L'université Harvard a été fondée au milieu du XVIIe siècle et s’est beaucoup développée au XIXe siècle. En 1870, les étudiants de la promotion de 1871 ont créé un club spécialisé dans la production d’œuvres littéraires, à la motivation uniquement intellectuelle, en réaction à différents clubs sociaux dont le Hasty Pudding Club et à la confrérie Pi Eta.
À ces débuts, la Signet Society s’intéressait exclusivement à la littérature excluant de ses centres d’intérêt tout ce qui s’en éloigne, notamment le théâtre. Au fil du temps, les préoccupations du club se sont diversifiées dans tous les domaines des arts, des lettres et des sciences humaines, tels que la musique, la danse, les arts visuels et le théâtre.
Depuis 140 ans, la Signet Society joue un rôle majeur dans la vie intellectuelle, littéraire et artistique de l’Université Harvard. L'administration la reconnaît comme une organisation parascolaire très active.
Cette société est formée d’étudiants, de professeurs et d’invités. Aujourd’hui, elle comprend environ 50 élèves de premier cycle, 250 collaborateurs actifs et 2 500 anciens élèves et associés inactifs. Elle est régie par quatre officiers de premier cycle et d'une organisation appelée le syndic adjoint du Conseil.
L’emblème de la Signet Society a d’abord été une chevalière renfermant une ortie. Le sceau symbolisant l’unité et l’ortie l’impartialité. C’est de cet emblème que la Société tire son nom puisque chevalière se dit, en anglais, signet ring.
L’emblème actuel est une ruche et des abeilles avec une légende en grec ancien : Mousiken Poiei Kai Ergazou que l'on peut traduire par Créer de l'Art et le faire vivre.

## Mission
Le but déclaré de la Signet Society est de « stimuler et promouvoir l’intérêt ainsi que la maîtrise des lettres, des arts et de l’érudition ». Il se distingue des autres clubs du campus aux missions proches. Il ne publie pas de journal régulier bien que ses membres prennent part à diverses publications. Beaucoup d'entre eux font partie des conseils d’organisations littéraires et artistiques de l’université et en particulier du Harvard Advocate, le magazine littéraire de Harvard. 
La Signet Society revendique une réelle mission intellectuelle et artistique plutôt que sociale comme peut être celle des confréries.
Elle organise alors beaucoup d’événements reflétant ses centres d’intérêt qui sont la littérature, les arts du spectacle, les beaux arts, les sciences sociales, la politique et la culture. Au sein du foyer ont lieu des lectures, des conférences, des projections, des spectacles ou autres réceptions où se rencontrent étudiants, diplômés, membres associés et invités prestigieux : artistes de renom, écrivains, acteurs, chercheurs… 
La Signet Society entretient un lien avec les clubs similaires des autres universités et en particulier avec la Société Élisabéthaine ou « Lizzie » de Yale. Chacun leur tour, ils organisent un tournoi de croquet les réunissant.  

## Admission
Il semble que l’admission à la Signet Society ne soit possible qu’à une certaine élite de Harvard mais, contrairement aux confréries qui recrutent l’élite sociale, la Signet Society s’intéresse davantage à l’élite intellectuelle. Dans la charte de création, il est inscrit que les membres seraient choisis selon « leur mérite et leur travail ». Aujourd’hui, la charte dispose que les candidats soient choisis en fonction de leur capacité intellectuelle, littéraires ou artistiques et de leurs réalisations.
La Signet Society admet aussi bien les hommes que les femmes et chacun des membres est soumis à une cotisation. Celle-ci est calculée selon les ressources de l’étudiant, ce qui permet à tous d’appartenir au cercle.
Différente des initiations des confréries, la Signet Society possède néanmoins une tradition initiatique. Pour adhérer au club, le candidat doit être invité à déjeuner par un membre qui le « mettra en place » dans le cercle. Bien que le club s'en défende, on remarque tout de même que les contacts sociaux sont un élément important du processus de sélection. 
Lors de son intronisation, chaque nouveau membre reçoit une rose rouge. Celle-ci est conservée et séchée, puis le membre la retourne à la Signet Society lors de la publication de sa première œuvre importante. Beaucoup de roses séchées sont accrochées au mur du foyer, à côté de la copie des œuvres qui ont causé leurs retours.

## Le foyer
Après quelques années sur le campus, la Signet Society s’est installée hors du campus au 46 Dunster Street. Une grande maison du style fédéral des années 1820 a été rénovée avec une prédominance du style gothique. L’entrée encadrée d’un pavillon de style ionique affiche l’emblème de la Signet Society.
En plus des cotisations et des dons, le dernier étage du bâtiment est loué à une entreprise de design, ce qui assure un revenu à la Société.
Le foyer est ouvert aux membres du lundi au vendredi de 9 h à 23 h et de 12 h à 23 h le week-end. Il est fermé les jours fériés observés par l’université, pendant les vacances et durant l’été.
Les mercredis, jeudis et vendredis, les membres peuvent venir y déjeuner. Les membres et les anciens sont invités à y venir à tout moment, avec ou sans invités. La Signet Society est le seul endroit où une conversation animée entre les étudiants et les professeurs pendant le déjeuner est la règle, et non l’exception. C’est un endroit où le contact entre les professeurs et les étudiants a lieu avec plus de facilité. Les membres parlent souvent d’un forum ouvert et convivial de discussions sur des sujets intellectuels et artistiques.
Le vendredi de 17 à 19 h, les étudiants de première année organisent des thés à thèmes dans la bibliothèque. Ceux-ci sont ouverts à tous les membres de la communauté de Harvard. Après ce thé, les membres et les anciens se retrouvent pour un cocktail, ou le dimanche autour d’un brunch. 
Ils se réunissent également tous les ans pour le grand dîner annuel.

## Quelques membres célèbres
- Charles Joseph Bonaparte. Premier président de la Signet Society. Fondateur du FBI.
- James Agee. Romancier, scénariste, poète. Prix Pulitzer.
- Conrad Aiken. Écrivain, poète. Prix Pulitzer.
- T.S (Thomas Stearns) Eliot. Écrivain, poète. Prix Nobel de Littérature 1948.
- Hendrick Hertzberg. Rédacteur en chef de The New Yorker.
- Tommy Lee Jones. Acteur.
- Natalie Portman. Actrice.
- Charles W.Eliot. Chimiste et mathématicien. Président de Harvard.
- Abbott Lawrence Lowell. Historien. Président de Harvard.
- Franklin D. Roosevelt. Président des États-Unis.
- Théodore Roosevelt. Président des États-Unis.
- Benazir Bhutto, ancien Premier ministre du Pakistan.